# 椿色のプリジオーネ
『椿色のプリジオーネ』（つばきいろのプリジオーネ）は、2001年3月16日にミンクより発売されたノベルズ形式のアドベンチャーアダルトゲーム。初回版特典には主題歌2曲を収録した「イメージソングCD」が同梱されている。
2002年にはアダルトアニメ化された。

## ゲームシステム

### ストーリーモード
テキスト形式のアドベンチャーゲームが主体となるが、屋敷内を自由に移動できるため、主人公である顕嗣の行動次第で物語の展開が変化するほか、後述の奉仕モードの結果がストーリーモードの展開に影響を与えることがある。また、すべての謎が解けて初めて事件の全貌が明らかとなる仕組みが取られている。そのため、周回プレイが推奨されている。
部屋を訪れると証拠となる重要なアイテムや奉仕モード用のアイテムを手に入れることが可能である。

### 奉仕モード
1日を終えた後、4人のメイドから1人を選択し、「（性的な）奉仕」をさせてもらうモード。それぞれのメイドには主人公に対するカリスマが存在しており、カリスマが底をつくとゲーム終了となる。奉仕モードが終わると、カリスマ上昇する。同じメイドを連続で選ぶことにより、カリスマは上昇していき、プレイヤーはより過激な奉仕を強要することができるようになる。ただし、奉仕項目にはそれぞれカルマの数値が設定され、奉仕させるとカルマの文だけカリスマが減少する仕組みとなっており、より過激な奉仕を強要させればさせるほどカリスマの減少が激しくなるため、プレイヤーはカリスマとカルマのバランスを考える必要がある。

## ストーリー
大財閥ブルッフラ・コンツェルン会長である西園寺弓三郎が急死する。ニューヨークより急きょ帰国した息子の顕嗣を出迎えたのは、「椿館」と呼ばれる豪邸と、個性的な使用人たちであった。
顕嗣は莫大な遺産や、会長の座にも興味を示さなかった一方、父の胸に秘めた「何か」を探すことに一生懸命だった。
そして、ある日殺人事件が起きた。騒ぎになるのを防ぐべく隠ぺいが行われる一方、顕嗣は事件の真相を探るべく動き出していた。

## 登場人物
※各キャラクターの声優表記は、左から ゲーム / OVA の順。また特記のない限り、説明はゲーム版に準拠。
西園寺 顕嗣（さいおんじ あきつぐ）
声  - なし/菊池仁
主人公。ブルッフラ・コンツェルン会長である西園寺弓三郎の実子。母親が自殺した以前の記憶を失っている。
高校卒業後ニューヨークで会社を興し経営に携わっていたところ、実父を喪う。
蓮見 茜（はすみ あかね）
声 - 岡田未央/岩田由貴
顕嗣の幼馴染で、彼に思いを寄せている。両親を事故で失った後、西園寺家に引き取られ、西園寺家のメイドとなった経緯を持つ。
梁瀬 鞠（やなせ まり）
声 - 北都南（ゲーム・OVA共通）
西園寺家のメイドの一人。明るいがつかみどころのない雰囲気の持ち主で、彼女の母親が失踪したことが起因となっている。
速水 小夜（はやみ さよ）
声 - 天音凛/北条明日香
西園寺家のメイドの一人。父親はブルッフラ・コンツェルン傘下の会社の経営者だったが、会社の金を横領して行方不明になり、彼女の人生に影を落としている。
野際 琴美（のぎわ ことみ）
声 - 永瀬江美弥/夏目未来
西園寺家のメイドの一人。眼鏡と三つ編みが特徴。元々明るい性格だったが、慕っていた弓三郎の死を機に落ち込んでいる。
三ノ宮 玲（さんのみや れい）
声 - 一色ヒカル/青山栄子
弓三郎の没後、顕嗣を出迎えた秘書。しかし彼女のルートでは他の人物が彼女の存在を知らなかったとことが判明し、その正体は未来での顕嗣の死を回避するためタイムスリップしてきた彼の婚約者であった。また後述のOVA版でも別の設定の正体が終盤に明かされる。小説版ではそうした背後関係はなく単に派遣会社の紹介で臨時に雇われた秘書である。
佐伯 昇（さえき のぼる）
声 - 高岡政人/ベナ・ジャーゴ
弓三郎が存命の時から西園寺家に仕える執事。無愛想だが、弓三郎の遺言を護るべく、顕嗣を一人前の当主にしようと力を注いでいる。

## スタッフ
- シナリオ - まこりら
- 原画 - Hide18

## 主題歌
- オープニング曲「白い雪の中に」
  - 歌 - 岩本リマ
- エンディング曲「Feeling Blue」
  - 歌 - りえる

## アダルトアニメ
ストーリー
基本的に佐伯シナリオ（トゥルーシナリオ）に沿っておりメインヒロインは茜となっている。三ノ宮玲は五年後の世界からやってきた彼の婚約者という設定ではなく、西園寺の遺産相続が問題なく行われるかどうかを監視するために送られた財団のエージェントとなっている。
クレジット後のエピローグではカツラを脱いだ玲が赤毛の髪で登場、次の任務において高校生のクラスメイトに変装しとある少年のいる離れ小島に向かうことが明らかになる。（作画監督や絵コンテをはじめアニメ版のシスタープリンセスと重なっている担当者が多いため、三ノ宮玲と眞深が同一人物となったと言われている。）
各巻リスト
- 椿色のプリジオーネ 第一幕〜凍える追憶〜 2002年6月25日発売 GGBH-3067
- 椿色のプリジオーネ 第弐幕〜玄い雪景色〜 2002年9月25日発売 GGBH-3068
- 椿色のプリジオーネ 第参幕〜そして…夏椿〜  2002年12月21日発売 GBBH-3069
- 椿色のプリジオーネ Complete Edition  2013年2月15日発売 DGRB-9632

スタッフ
- 原作 - ミンク「椿色のプリジオーネ」
- 企画 - 金木怪男
- プロデューサー - 太田俊秀
- 監督・脚本・演出 - 藤本ジ朗
- キャラクターデザイン・作画監督輔 - 橋本英樹
- 作画監督・OP原画 - 実原登
- 絵コンテ - 下田屋つばめ（1話・2話）、島津奔（3話）
- 美術監督 - 島津あゆみ
- 色彩設計 - 成合由紀
- 撮影監督 - 関谷能弘
- 音響監督 - 三枝千秋
- 編集 - 加門玄米
- 音楽 - 湯川徹
- 制作担当 - 高橋康文
- 制作進行 - 前田はるな
- アニメーション制作 - 真空間
- 製作 - グリーンバニー
- 販売 - ミルキーズピクチャーズ

## 関連書籍
- 『椿色のプリジオーネ』（パラダイム〈パラダイムノベルズ 123〉、2001年6月23日発売） ISBN 4-89490-123-4
  - ミンク/原作、前薗はるか/著、Hide18/画
- 『椿色のプリジオーネ CG&原画集』（ケイエスエス、2001年7月30日発売） ISBN 4-87709-531-4